# (547) Praxedis
(547) Praxedis est un astéroïde de la ceinture principale.

## Description
(547) Praxedis est un astéroïde de la ceinture principale découvert par Paul Götz le 4 octobre 1904 à Heidelberg.
Il a été ainsi baptisé en hommage à un personnage du roman Ekkehard de Joseph Victor von Scheffel.